# الکساندرین د بلسچمپ
الکساندرین د بلسچمپ (انگلیسی: Alexandrine de Bleschamp; ۲۳ فوریهٔ ۱۷۷۸ – ۱۳ ژوئیهٔ ۱۸۵۵) اهل فرانسه بود. او از اشراف فرانسوی و همسر لوسین بناپارت برادر کوچکتر ناپلئون بناپارت بود. شارل لوسین بناپارت زیست شناس و پرنده شناس فرانسوی فرزند او بود.